# パントリーパニック
パントリーパニック（英: Pantry Panic）は、『ウッディー・ウッドペッカー』シリーズ3作目となる短編アニメーション映画である。
1941年11月24日に劇場公開されたこの映画は、ウォルター・ランツ・プロダクションが製作し、ユニバーサル・ピクチャーズが配給した。

## ストーリー

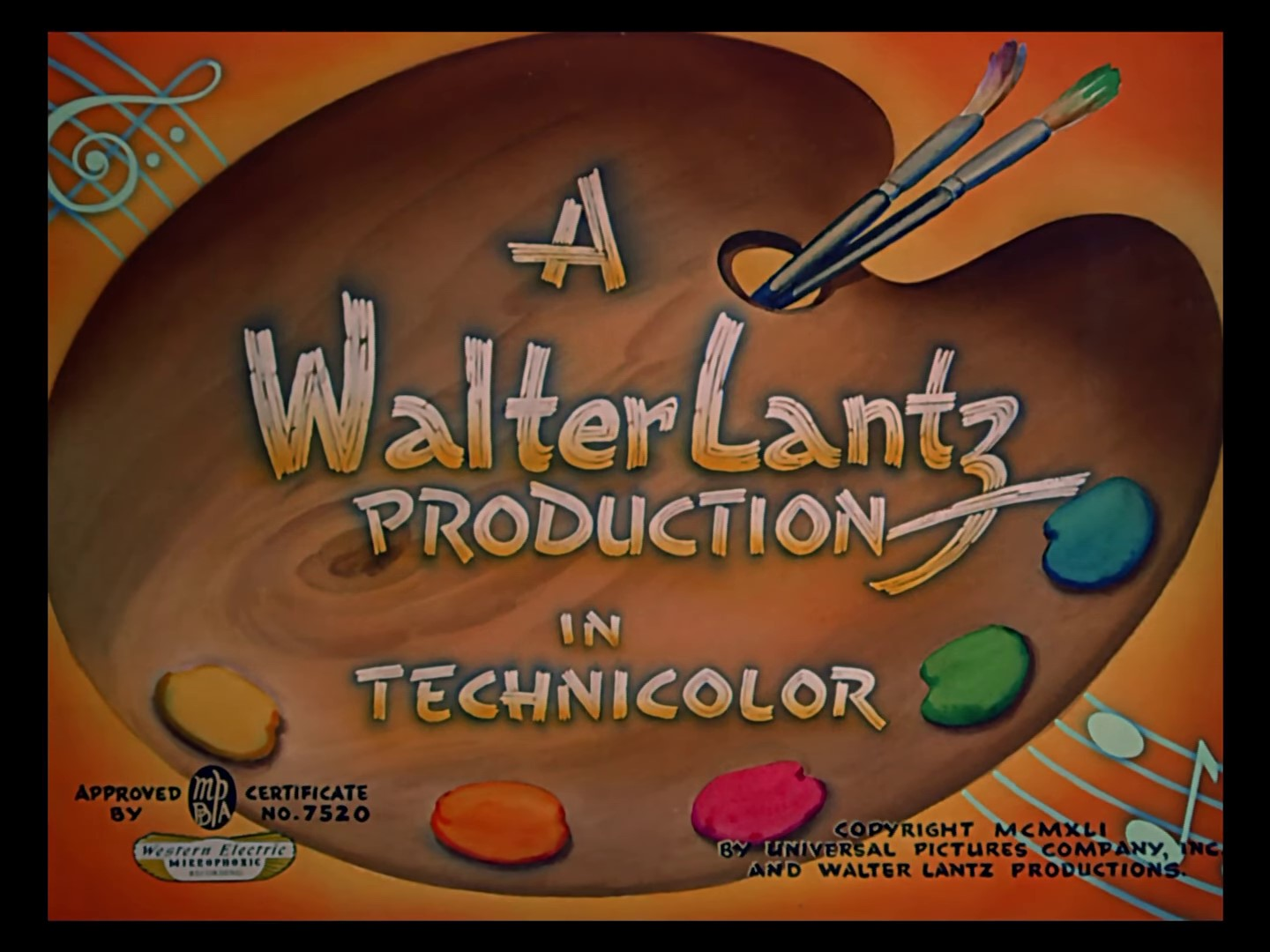

森の鳥たちが冬に向けて南に移動する間、ウッディーは残って泳いでいた。鳥たちが去った直後、ウッディーが泳いでいた川も飛び込んだ後に凍ってしまうほどの寒波が到来。ウッディーはたくさんの食べ物を蓄えていたために心配はしていなかったものの、吹雪が彼の家に入り込み、食べ物も含めてすべての持ち物を持ち去ってしまった。
2週間後、飢えたウッディーは妄想にふけり、死神に似た何かに擬人化された飢餓を文字通り見つめていた。
1ヶ月後、お腹を空かせたネコがウッディーを食べようと企む。しかし、飢えたウッディーも、逆にネコを食べようと考えた結果、お互いを食べようと追いかけっこを繰り広げ、殴り合いに発展。その最中、ドアの前にヘラジカが現れたため、殴り合いを中断し、捕まえて食べようと包丁を持って追いかける。
ヘラジカを食べ終え骨までしゃぶりつくしたウッディーとネコは、まだ物足りないとして再びお互いを食べようと斬り合うのだった。

## 製作

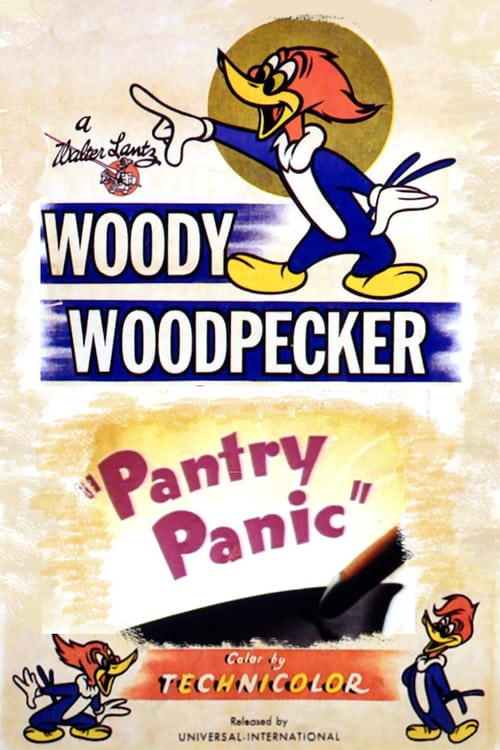
ポスター

1940年代初頭のランツのアニメの多くと同様に、本作にも監督のクレジットはない。ランツ自身が監督したと主張するこのアニメは、アレックス・ロビーとラバーン・ハーディングによるアニメーション、ベン・ハーダウェイとローウェル・エリオットによるストーリー、そしてダレル・コルカーによる音楽で構成されている。
本作は、「ウッディ・ウッドペッカー」シリーズの3作目のアニメで、初期の派手なウッディーィ・ウッドペッカーのデザインを採用している。そして、ダニー・ウェッブがウッディーの声を担当した最初の短編である。しかし、ウッディーの笑い声は、グレース・スタッフォードが担当する1951年まで、引き続きメル・ブランクの声を使い回した。ウッディの「Guess Who?」は、1972年にシリーズが終了するまで、オープニング・タイトルに使われ続けた。
本作は、1946年に『Who's Cookin' Who?』としてリメイクされた。この飢餓の擬人化は、リメイク版や1951年の『The Redwood Sap』にも登場する。2021年現在、アメリカ国内においてパブリックドメインの『ウッディー・ウッドペッカー』シリーズはこの作品のみである。そのため、インターネットアーカイブからダウンロードしたり、YouTubeで見ることができるなど、自由に配布されている。
このアニメの1080HD版は人工知能（AI）を使って作成されたもので、2021年にCartoon Renewal Studiosからリリースされた。